# (9197) Endo
(9197) Endo (1992 WH8) – planetoida z grupy pasa głównego asteroid okrążająca Słońce w ciągu 3,18 lat w średniej odległości 2,16 j.a. Odkryta 24 listopada 1992 roku.